# Heterochelus armatus
Heterochelus armatus är en skalbaggsart som beskrevs av Hermann Burmeister 1844. Heterochelus armatus ingår i släktet Heterochelus och familjen Melolonthidae. Inga underarter finns listade i Catalogue of Life.